# Гродівська селищна територіальна громада
Гродівська селищна територіальна громада — територіальна громада в Україні, у Покровському районі Донецької області з адміністративним центром у селищі міського типу Гродівка.

## Загальна інформація
Площа території — 340,3 км², населення громади — 9 518 осіб (2020 р.).

## Населені пункти
До складу громади увійшли 3 селища (Гродівка, Лозуватське, Новоекономічне) та 29 сіл: Балаган, Баранівка, Веселе, Вовче, Воздвиженка, Євгенівка, Єлизаветівка, Журавка, Іванівка, Козацьке, Красний Яр, Крутий Яр, Лисичне, Малинівка, Миколаївка, Миколаївка, Мирне, Миролюбівка, Михайлівка, Новоолександрівка, Новоторецьке, Прогрес, Промінь, Разіне, Свиридонівка, Сергіївка, Тимофіївка, Федорівка, Шевченко Перше.

## Історія
Створена у 2020 році, відповідно до розпорядження Кабінету Міністрів України № 721-р від 12 червня 2020 року «Про визначення адміністративних центрів та затвердження територій територіальних громад Донецької області», шляхом об'єднання територій та населених пунктів Гродівської, Новоекономічної селищних, Іванівської, Малинівської, Миролюбівської та Новоолександрівської сільських рад Покровського району Донецької області.